# Élection présidentielle nigériane de 2011
L'élection présidentielle nigériane de 2011, initialement prévue le 9 avril 2011, a lieu le 16 avril 2011 afin d'élire le président et le vice-président du Nigeria. Elle fait suite à des élections législatives le 9 avril (initialement le 2).

## Mode de scrutin
Le président du Nigeria est élu selon une variante en trois tours du scrutin uninominal majoritaire pour un mandat de quatre ans, renouvelable une seule fois. Est ainsi élu au premier tour le candidat ayant recueilli la majorité relative des suffrages exprimés au niveau national et plus de 25 % dans au moins 24 des 36 États du pays. À défaut, un second tour est organisé entre le candidat arrivé en tête et celui ayant obtenu la majorité relative dans le plus grand nombre d'États, ou, en cas d'égalité de nombre d'États entre plusieurs de ces candidats, celui d'entre eux ayant obtenu le plus de voix. Pour l'emporter, un candidat doit toujours réunir la majorité relative au niveau national et plus de 25 % des voix dans au moins 24 États. Si aucun des deux n'y parvient, un troisième tour est organisé entre les deux candidats. Celui qui recueille le plus de suffrages au troisième tour est alors déclaré élu,.
Les candidats doivent être de nationalité nigériane de naissance, ne pas avoir volontairement acquis une autre nationalité, être âgé d'au moins 35 ans, ne pas avoir de casier judiciaire, être membre et candidat officiel d'un parti politique reconnu, et avoir suivi un cursus scolaire au minimum jusqu'à l'enseignement secondaire.
Chaque candidat se présente avec un colistier, lui même candidat à la vice-présidence et membre du même parti que le candidat à la présidence. Le vice-président remplace le président en cas de vacance du pouvoir, jusqu'au terme de son mandat de quatre ans. Le nouveau président peut alors nommer un nouveau vice-président avec l'accord de chacune des deux chambres du Parlement. Dans le cas où la vacance concerne le président et le vice-président simultanément, le président du Sénat assure l'intérim avant une nouvelle élection présidentielle organisée dans les trois mois. Le président élu lors de cette élection anticipée ne l'est cependant que pour la durée restante du mandat de quatre ans de son prédécesseur.

## Déroulement
Il y a vingt-et-un candidats. Parmi eux, le président sortant, Goodluck Jonathan, qui remporte les primaires du Parti démocratique populaire (PDP). Sa participation aux primaires fut quelque peu controversée. En effet, un accord tacite, respecté jusqu'ici, prévoit que la présidence alterne tous les deux mandats entre un représentant des États du nord du pays, principalement musulmans, et ceux du sud, principalement chrétiens. Or, Umaru Yar'Adua, musulman de l'État de Katsina, au nord, avait été élu Président en 2007, avant de décéder au cours de son premier mandat, son vice-Président Goodluck Jonathan (un chrétien de l'État de Bayelsa, au sud) assurant donc la présidence pour la fin de ce mandat. En respect de l'accord, il était donc attendu que le PDP soit représenté par un candidat du nord. Le parti admit toutefois que Jonathan puisse se présenter aux primaires, puisqu'il était l'ancien vice-Président complétant le mandat de Yar'Adua. Jonathan remporte les primaires, avec 2 736 voix, face à son rival Atiku Abubakar, un musulman du nord,.
Le Parti démocratique populaire a remporté toutes les élections présidentielles depuis la restauration du pouvoir civil en 1999, et Jonathan part donc favori. Néanmoins, Reuters estime que l'élection sera la plus incertaine depuis cette date. Parmi les autres candidats se trouve Muhammadu Buhari, du Congrès pour le changement progressiste, un musulman de l'État de Katsina, au nord. Buhari avait dirigé le Nigeria de 1983 à 1985, ayant pris le pouvoir par un coup d'État militaire, renversant les institutions démocratiques. Il avait imposé des mesures d'austérité, et emprisonné diverses personnalités politiques accusées de corruption.
Nuhu Ribadu est le candidat du Congrès pour l'Action. Il est à la tête, au milieu des années 2000, de la commission nationale chargée de la lutte contre la corruption. Il est un musulman du nord, de l'État de Kaduna.
Ibrahim Shekarau, musulman et Gouverneur de l'État de Kano, au nord, est le candidat du Parti de tous les peuples du Nigeria.